# Jérôme d'Ambrosio
Jérôme d'Ambrosio és un pilot belga de Fórmula 1 nascut el 27 de desembre del 1985 a Etterbeek (Bèlgica).
A la temporada 2011 va debutar amb l'equip Virgin Racing.

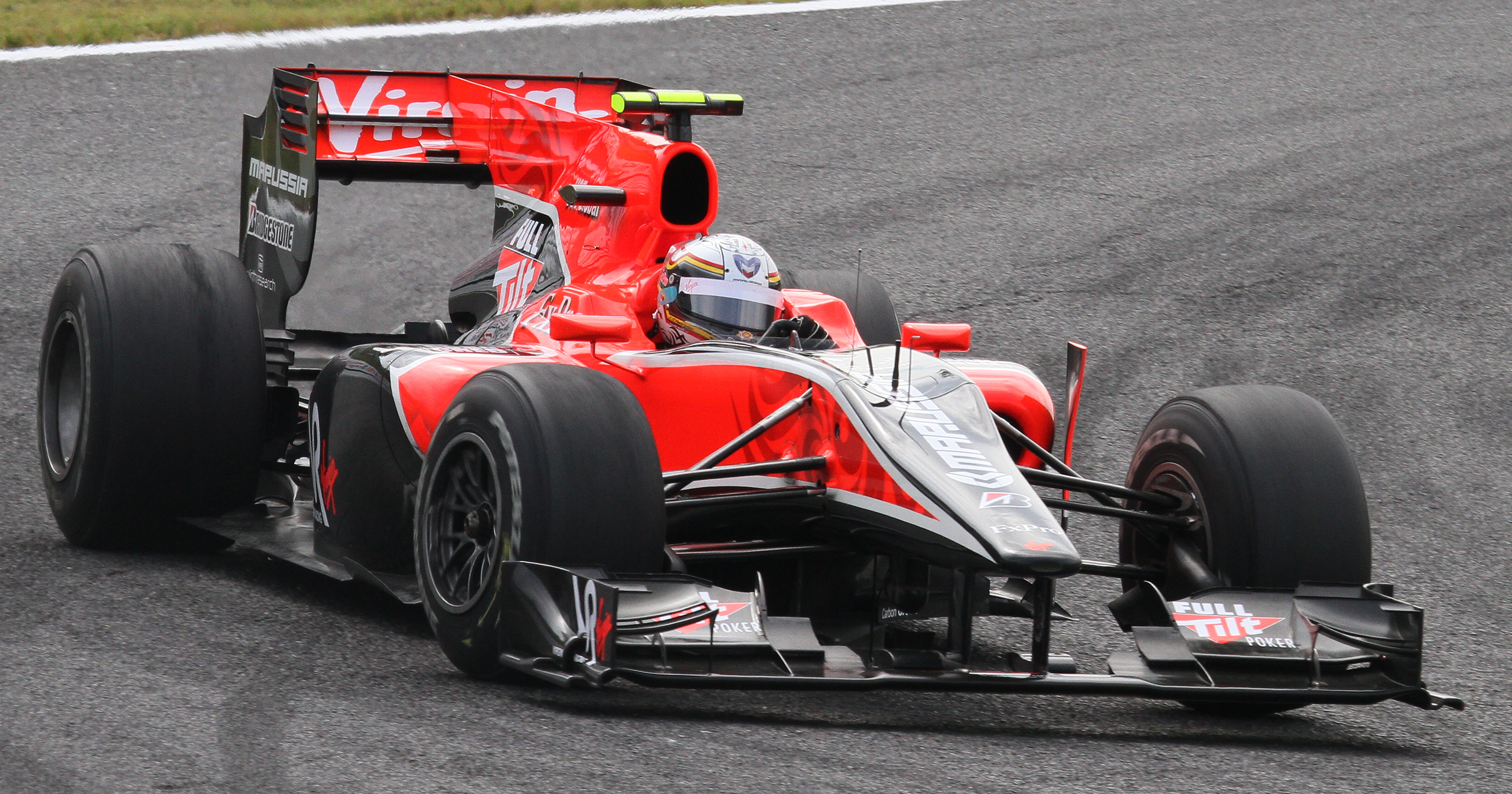
D'Ambrosio provant el Virgin VR-01 als lliures del Gran Premi del Japó del 2010.

A la temporada 2011, el pilot belga va tenir un complicat any de debut, ja que el Virgin MVR-02 era el pitjor cotxe de la graella juntament amb l'Hispània F111. Jérôme va aconseguir un esperançador 14º lloc al GP d'Austràlia, però va ser un miratge, ja que la temporada va ser bastant dura i el pilot belga no va poder aconseguir res millor que dos 15º posicions en la resta de l'any. Hores després de finalitzar l'última carrera, es va confirmar l'arribada de Charles Pic a l'escuderia russa per a la temporada 2012, deixant a D'Ambrosio sense volant.

## A la Formula 1
| Any  | Equip                  | Xassís               | Motor                  | 1      | 2       | 3      | 4      | 5      | 6      | 7      | 8      | 9      | 10     | 11     | 12     | 13      | 14     | 15     | 16     | 17     | 18      | 19     | Pos. | Punts |
| ---- | ---------------------- | -------------------- | ---------------------- | ------ | ------- | ------ | ------ | ------ | ------ | ------ | ------ | ------ | ------ | ------ | ------ | ------- | ------ | ------ | ------ | ------ | ------- | ------ | ---- | ----- |
| 2011 | Marussia Virgin Racing | Virgin Virgin MVR-02 | Cosworth CA2011 2.4 V8 | AUS 14 | MAL Ret | XIN 20 | TUR 20 | ESP 20 | MON 15 | CAN 14 | EUR 22 | GBR 17 | ALE 18 | HON 19 | BEL 17 | ITA Ret | SIN 18 | JAP 21 | COR 20 | IND 16 | ABU Ret | BRA 19 | 24è  | 0     |